# Tepurziya
Tepurziya fou una ciutat de la zona fronterera entre els hitites i Mitanni que va formar un estat independent vers el segle XVI aC i va caure sota influència de Mitanni fins que a finals del segle xv aC fou sotmesa a l'Imperi Hitita. Vers el 1360 aC el rei Tushratta de Mitanni hi va afavorir una revolta. Subiluliuma I, que probablement encara només era príncep hereu hitita, va anar a la zona i va derrotar els rebels.